# Giorgio Viani
Giorgio Viani (La Spezia, 1762 – Pisa, 2 dicembre 1816) è stato un numismatico e storico italiano.

## Biografia
Figlio di Stefano Viani e Laura Federici mostrò da giovane amore e pubblicò versi nel 1781 e nel 1785, questi ultimi con il titolo Gliccea.
Ma 1788 pubblicò assieme a Gasparo Mollo e Gasparo Sauli, un "dramma satirico", il Socrate, prendendo in giro gli imitatori di Vittorio Alfieri.
In seguito iniziò a dedicarsi agli studi storici. Iniziò con gli studi di diplomazia, quindi si diede quasi esclusivamente a quelli di numismatica medioevale. Cercò di arricchire e integrare i lavori di Guido Antonio Zanetti, con l'intento di completare lo studio delle zecche e delle monete dell'Italia medievale.
Ebbe all'uopo una fitta corrispondenza con diversi studiosi, in particolare con Gian Rinaldo Carli, mentre scavava negli archivi per trovare nuovi documenti. Nel 1808 a Pisa diede alle stampe il primo volume delle Memorie della famiglia Cybo e delle Monete di Massa di Lunigiana, dedicato a Elisa Bonaparte, sua protettrice. Il volume doveva essere seguito da un altro con documenti rari, non pubblicati in precedenza. La morte glielo impedì e successivamente fu pubblicato, a cura di Sebastiano Ciampi, l'elenco dei documenti che Viani aveva preparato con il titolo Appendice ai diplomi e monumenti citati.... Altri lavori pubblicati furono: Zecca e monete di Pistoja e saggi sulle monete di Pisa e di Villa di Chiesa (oggi Iglesias).

## Pubblicazioni
- Storia delle monete moderne di Sardegna, 1803.
- Memorie della famiglia Cybo e delle monete di Massa di Lunigiana, Nistri, Pisa, 1808.